# Manica (Mozambique)
Manica er en handelsplads i det vestlige Mozambique, som ligger vest for Chimoio i provinsen Manica.
18°56′04″S 32°52′32″Ø / 18.9344°S 32.8756°Ø